# Vitorino Guimarães
Vitorino Máximo de Carvalho Guimarães GOC • CvA • ComA • GOA • OSE (Penafiel, Penafiel, 13 de novembro de 1876 — Santa Maria de Belém, Lisboa, 18 de outubro de 1957), conhecido como Vitorino Guimarães, foi um militar, economista e político português que, entre outras funções, foi deputado e várias vezes Ministro das Finanças, tendo em 1925 sido presidente do Ministério (primeiro-ministro) de um dos governos da Primeira República Portuguesa.

## Biografia
Vitorino Máximo de Carvalho Guimarães nasceu na freguesia e concelho de Penafiel, a 13 de Novembro de 1876, filho de João Antunes de Sousa Guimarães, funcionário dos Caminhos de Ferro do Douro, natural de Sabrosa (freguesia de Celeirós), e de Amélia Augusta de Carvalho Guimarães, natural da freguesia e concelho de Penafiel.
Concluiu o curso liceal no Liceu Nacional de Viana do Castelo, prosseguindo os seus estudos no Instituto Comercial e Industrial do Porto, transferindo-se depois para a instituição congénere de Lisboa.
Terminado o curso de comércio, em 1901 ingressou na Escola do Exército, graduando-se como oficial de administração militar e iniciando uma carreira que aliou um percurso na área da administração militar com a docência nas áreas da administração e das finanças, tendo leccionado na Escola do Exército, no Instituto dos Pupilos do Exército, no Instituto Superior de Comércio e na entidade que lhe sucedeu, o Instituto Superior de Ciências Económicas e Financeiras.
A 26 de setembro de 1903, casou com Alice Maria Chaves Pereira (São Nicolau, Lisboa, 17 de julho de 1876 — Benfica, Lisboa, 11 de março de 1942). Deste casamento nasceu a sua única filha, Elina Guimarães, activista dos direitos das mulheres, casada com Adelino da Palma Carlos, advogado e Primeiro-Ministro em 1974.
Ingressou cedo na vida política, iniciando-se como apoiante de João Franco, mas logo em 1908 surge como um dos líderes republicanos da revolta de 28 de Janeiro de 1908 contra a monarquia e o governo de João Franco.
Integrou o comité militar criado para a proclamação da República e após a  sua implantação, em 1911 foi eleito deputado ao Congresso Constituinte, pelo círculo eleitoral de Bragança.
Republicano convicto, foi membro da "Jovem Turquia", a associação paramilitar liderada por Álvaro de Castro, e do Partido Democrático, mas ainda assim sempre se assumiu como centrista, posicionando-se politicamente entre a ala dos "bonzos" e dos "canhotos".
Estreou-se na acção governativa como ministro das Finanças do governo de José de Castro, entre 19 de Junho e 29 de Novembro de 1915. Entre 16 e 22 de Dezembro de 1915 acumulou, interinamente, a pasta do Comércio.
Deflagrada a Primeira Guerra Mundial, foi nomeado chefe dos serviços administrativos da 2.ª Divisão do Corpo Expedicionário Português. Terminada a Guerra, em 1919 participou em várias comissões de contabilidade e de reforma do Banco Nacional Ultramarino, sendo nesse mesmo ano eleito deputado pelo círculo eleitoral de Moncorvo. A 15 de Fevereiro de 1919 foi feito Cavaleiro da Ordem Militar de Avis e a 28 de Fevereiro do mesmo ano foi feito Oficial da Ordem Militar de Sant'Iago da Espada. Foi delegado do Governo português à Comissão de Reparações de Guerra (1919–1920), sendo feito Grande-Oficial da Ordem Militar de Cristo a 28 de Maio de 1919, e embaixador de Portugal junto da Conferência Financeira de Bruxelas (1920).
Voltou a ser chamado ao cargo de ministro das Finanças do governo presidido por Francisco da Cunha Leal, tendo exercido o cargo de 16 de Dezembro de 1921 a 6 de Fevereiro de 1922, sendo simultaneamente delegado de Portugal à Conferência Económica da Guerra (1922).
Foi novamente empossado como ministro das Finanças do governo de António Maria da Silva, exercendo o cargo de 14 de Setembro a 30 de Novembro de 1922. A 5 de Outubro de 1922 foi elevado a Comendador da Ordem Militar de Avis. Foi então autor da importante reforma tributária de 1923.
Foi nomeado presidente do Ministério, tendo exercido o cargo de 15 de Fevereiro a 1 de Julho de 1925. Durante este período acumulou, interinamente, a pasta de ministro das Finanças.
A partir do golpe de 28 de Maio de 1926 foi afastado da política activa, terminando a sua carreira de oficial do Exército em 1936, no posto de coronel de administração militar.
A sua obra publicada mais conhecida intitula-se Contabilidade Pública. Sua Origem e Evolução em Portugal, tendo saído a público na Revista da Contabilidade Pública, entre 1941 e 1943. A 9 de Junho de 1941 foi elevado a Grande-Oficial da Ordem Militar de Avis.
Morreu a 18 de outubro de 1957, aos 80 anos, vítima de doença arteriosclerótica e degenerativa do coração, em sua casa, na Rua D. Lourenço de Almeida, n.º 11, freguesia de Santa Maria de Belém, em Lisboa. Foi sepultado no Cemitério do Alto de São João, em Lisboa, em jazigo de família.